# Порт Піфагореї
37°42′4.35″ пн. ш. 26°52′7.62″ сх. д. / 37.7012083° пн. ш. 26.8687833° сх. д.
Порт Піфагореї — порт античного поліса Піфагоріона на острові Самосі, на місці якого нині існує містечко Піфагорея. Один з найдавніших портів в Середземноморському регіоні.
Від давнього Піфагоріона вцілілі руїни давньогрецький театру, римських лазень, а також фрагменти укріплень і залишки палацу самоського тирана Полікрата. Над містом в VI столітті до нашої ери побудований Тунель Евпаліна — акведук, який постачав стародавнє місто водою гірських джерел.
1992 року порт Піфагореї разом із Герайоном на острові Самос внесений до переліку об'єктів Світової спадщини в Греції.